# 7 decembrie
ianuarie • februarie • martie  • aprilie  • mai  • iunie  • iulie  • august  • septembrie  • octombrie  • noiembrie  • decembrie
7 decembrie este a 341-a zi a calendarului gregorian și a 342-a zi în anii bisecți. Mai sunt 24 de zile până la sfârșitul anului.

## Evenimente

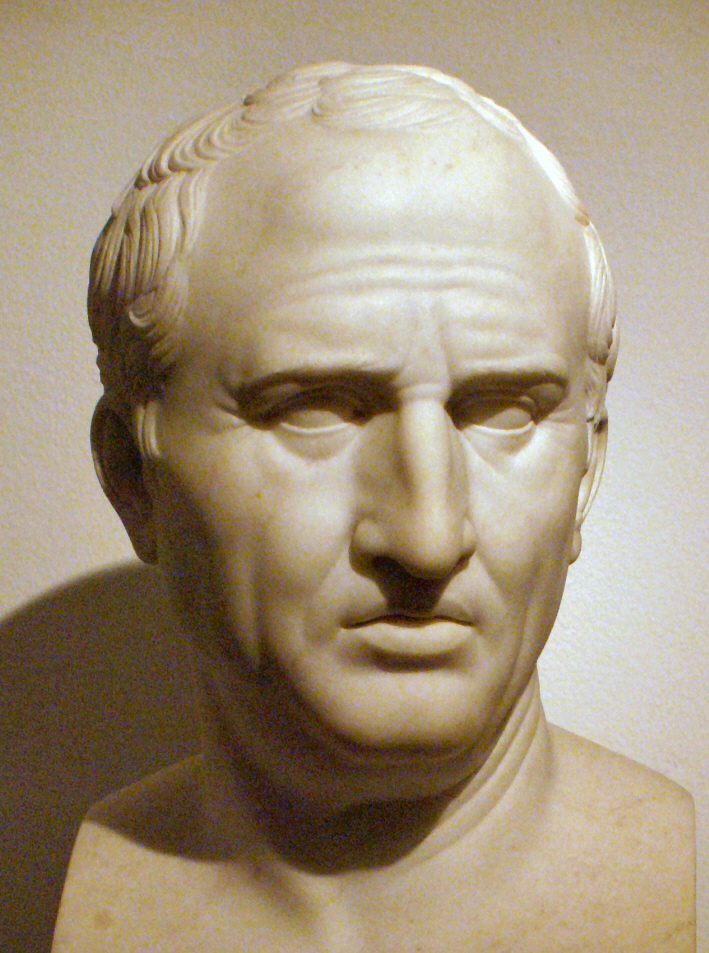
43 î.Hr.: Cicero (foto) este asasinat din ordinul lui Marcus Antonius.

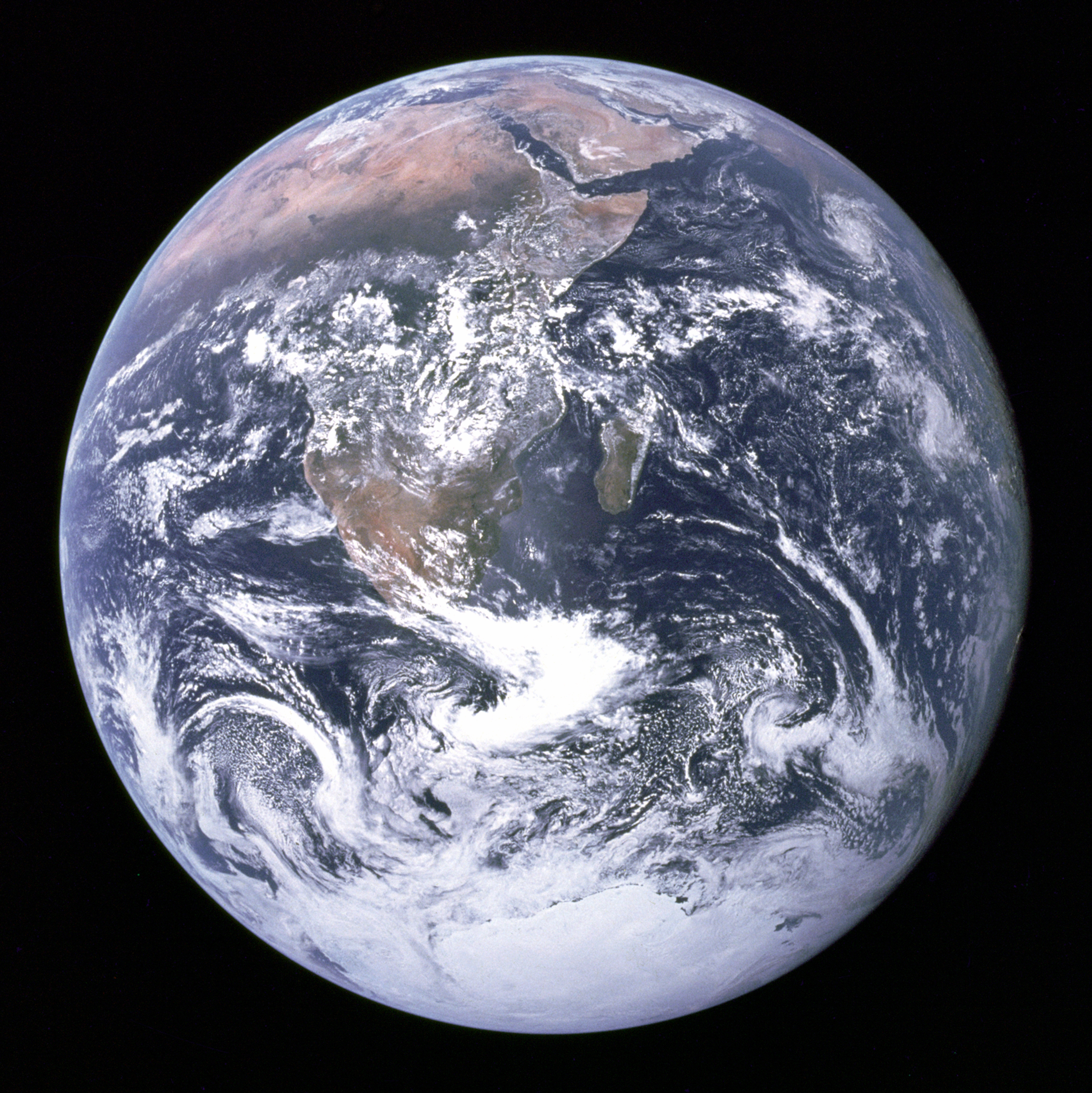
1972: În drum spre Lună, echipajul misiunii Apollo 17 a realizat fotografia „The Blue Marble”, prima fotografie clară a feței luminate a Pământului.

- 43 î.Hr.: Omul de stat și filosoful Marcus Tullius Cicero este asasinat la Formia din ordinul lui Marcus Antonius.[1]
- 1732: A fost inaugurată Opera Regală la Covent Garden, Londra.
- 1742: A fost inaugurată Opera Regală din Berlin, actuala Operă de Stat; inaugurarea Operei Regale a avut loc cu spectacolul "Cezar și Cleopatra" de Karl Heinrich Graun.
- 1787: Delaware devine primul stat (din cel 13 colonii, care au format Uniunea) care a ratificat Constituția Statelor Unite ale Americii.
- 1834: Corabia Marița, prima navă sub pavilion românesc, a plecat în primul voiaj în afara granițelor țării pe ruta Sulina – Constantinopol, comandant fiind Ioan Cristescu.
- 1881: A fost întemeiată "Societatea Politehnică din România"; primul președinte a fost Dimitrie Frunză.
- 1842: "New York Philharmonic Society" a susținut primul concert.
- 1917: Primul Război Mondial: Statele Unite declară război Austro-Ungariei.

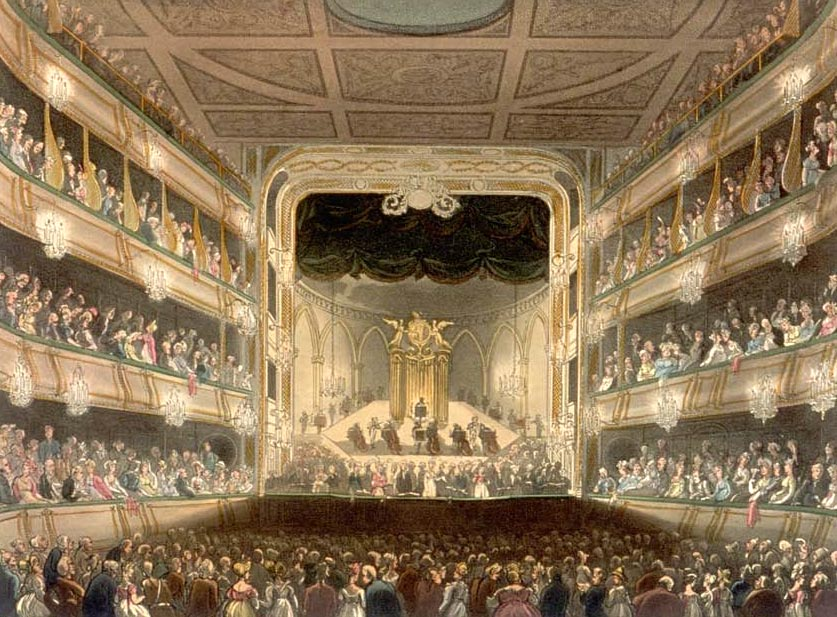
1732: Royal Opera House din Covent Garden, Londra se deschide cu piesa The Way of the World a lui William Congreve.

- 1923: Edwin Hubble demonstrează existența corpurilor ceresti care sunt în afara Căii Lactee.
- 1941: Al Doilea Război Mondial: Marina Imperială a Japoniei a lansat atacul de la Pearl Harbour împotriva flotei din Pacific a marinei americane, ceea ce a dus la implicarea Statelor Unite în război.
- 1962: Prințul Rainier al III-lea de Monaco revizuiește constituția principatului, transferând o parte din puterea sa consiliilor consultative și legislative.
- 1965: Papa Paul al VI-lea și Patriarhul Athenagoras I au revocat simultan excomunicarea mutuală care era valabilă din 1054.
- 1966: Decret privind aderarea României la Convenția internațională pentru ocrotirea vieții omenești pe mare, încheiată la Londra, la 17 iunie 1960.
- 1966: Intră în funcțiune Hidrocentrala Bacău II, care încheie activitatea de construire a salbei de hidrocentrale de pe râul Bistrița.
- 1972: În drum spre Lună, echipajul misiunii Apollo 17 a realizat fotografia „The Blue Marble”, prima fotografie clară a feței luminate a Pământului.[2]
- 1992: A fost inaugurat, la Iași, Centrul cultural francez.
- 1995: Sonda spațială Galileo ajunge pe Jupiter, după șase ani după ce a fost lansată de Naveta spațială Atlantis în timpul misiunii STS-34.
- 2001: Consiliul Miniștrilor de Justiție și de Interne ai Uniunii Europene decid ridicarea vizelor pentru cetățenii români care doresc să călătorească în spațiul Schengen, începând cu 1 ianuarie 2002.

## Nașteri
- 0967: Abū-Sa'īd Abul-Khair, poet persan (d. 1049)
- 1545: Henric Stuart, Lord Darnley, soțul reginei Maria, regină a Scoției (d. 1567)
- 1576: Alonso de Sandoval, misionar spaniol, luptător împotriva sclaviei (d. 1652)
- 1598: Gian Lorenzo Bernini, arhitect, sculptor și pictor, reprezentant de seamă al barocului italian (d. 1680)
- 1724: Louise, regină a Danemarcei și Norvegiei, soția regelui Frederic al V-lea al Danemarcei (d. 1751)
- 1764: Claude Victor-Perrin, duce de Belluno, mareșal francez (d. 1841)
- 1786: Maria Walewska, contesă de Ornano, iubita lui Napoleon I (d. 1817)

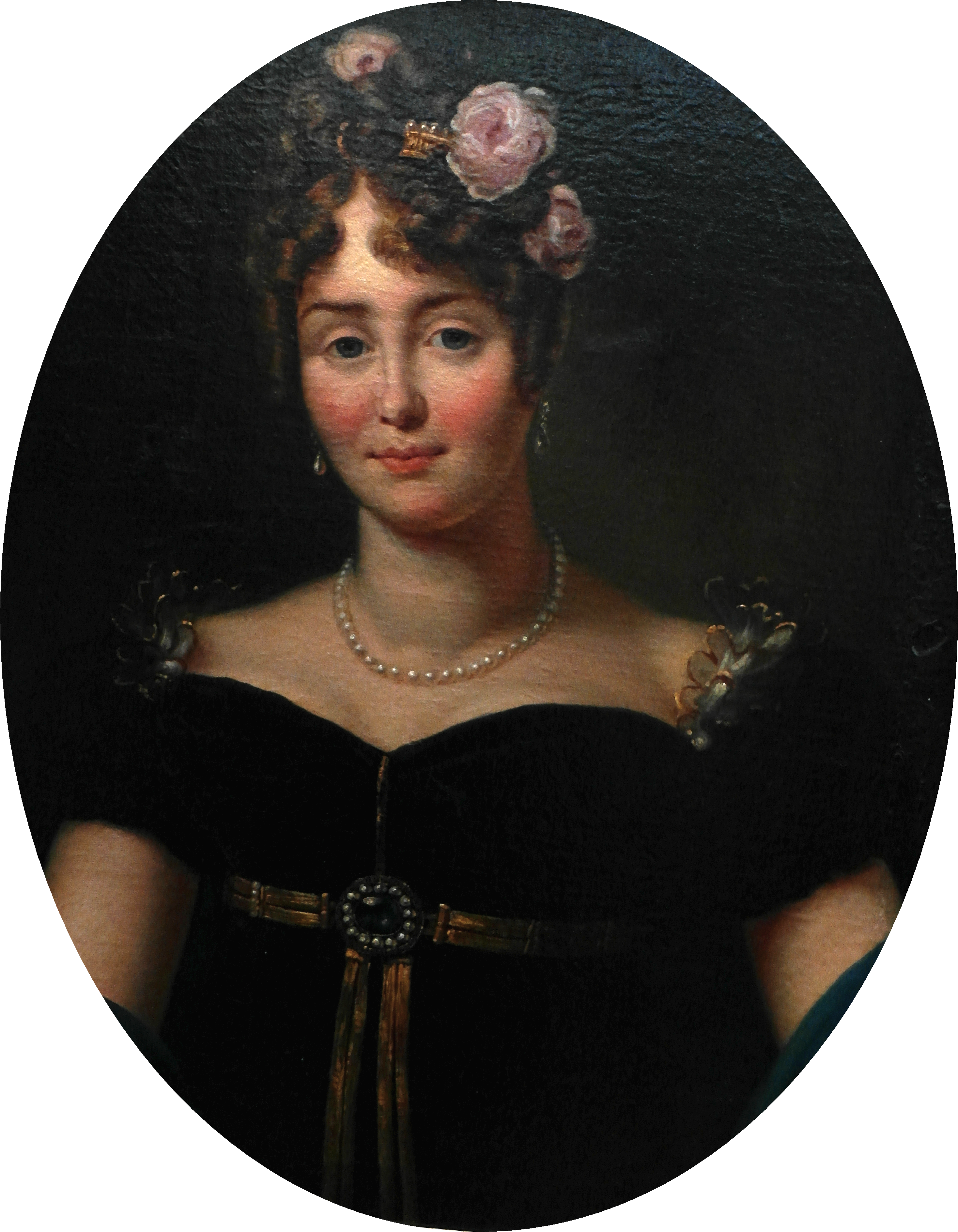
Maria Walewska, iubita lui Napoleon I
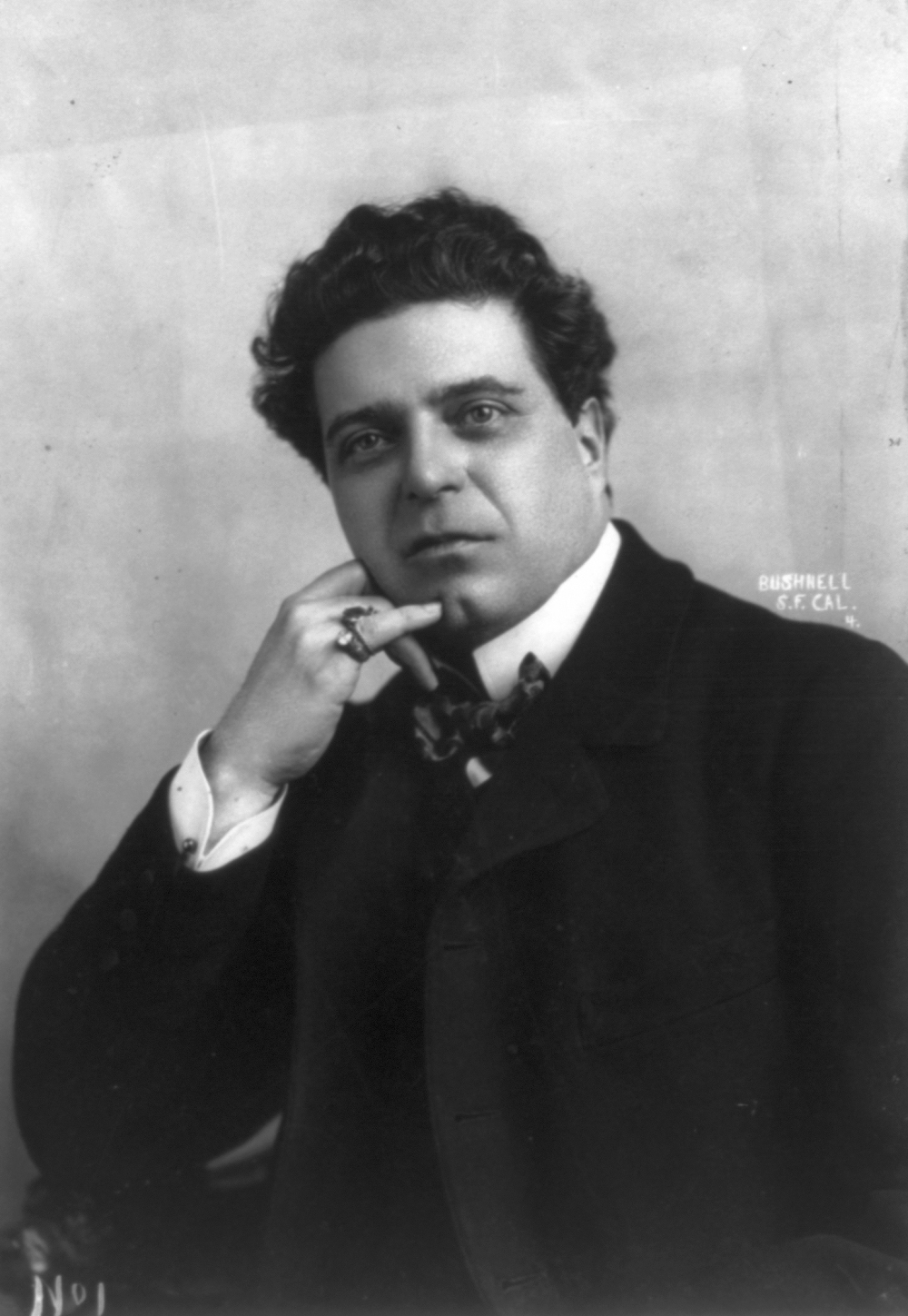
Pietro Mascagni, compozitor italian
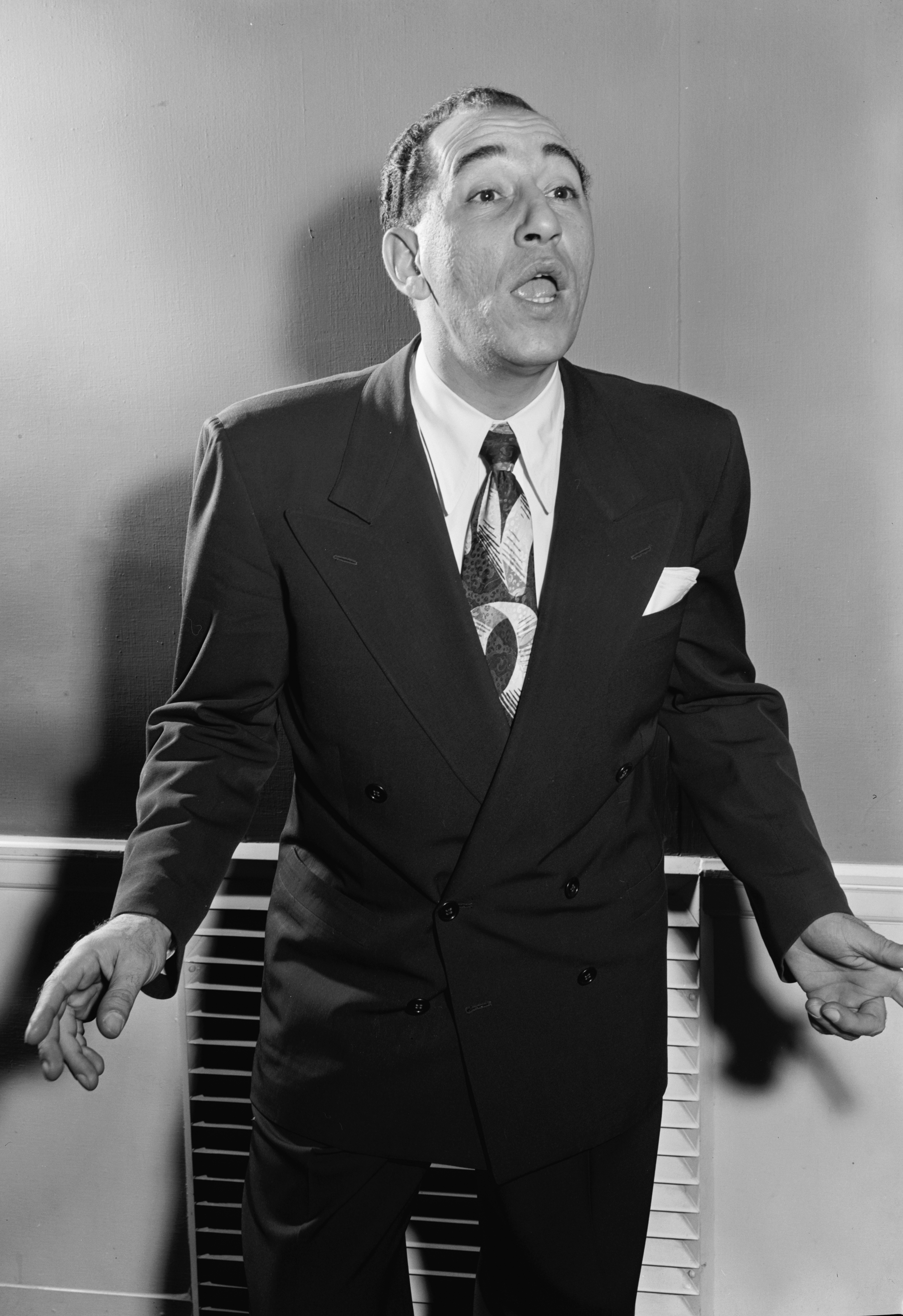
Louis Prima, cântăreț-compozitor, trompetist american

- 1803: Maria Josepha de Saxonia (d. 1829)
- 1849: Maximilian Emanuel de Bavaria, fratele  împărătesei Sisi a Austriei (d. 1893)
- 1861: Henri Mathias Berthelot, general, șeful misiunii militare franceze la București în timpul primul război mondial (d. 1931)
- 1863: Pietro Mascagni, compozitor și dirijor italian, creator al verisimului (d. 1945)
- 1865: Co Breman, pictor neerlandez (d. 1938)
- 1881: Giuseppe Amisani, pictor italian (d. 1941)
- 1888: Joyce Cary, scriitor irlandez (d. 1957)
- 1910: Louis Prima, cântăreț-compozitor, trompetist, actor american (d. 1978)
- 1924: Mário Soares, istoric, avocat și politician portughez, al 17-lea președinte al Portugaliei (d. 2017)
- 1932: Ellen Burstyn, actriță americană
- 1935: Sorin Titel, prozator și eseist român (d. 1985)
- 1929: Nicolae Sabău, cântăreț român de muzică populară (d. 2020)
- 1956: Larry Bird, jucător american de baschet
- 1979: Jennifer Carpenter, actriță americană
- 1980: John Terry, fotbalist englez
- 1987: Aaron Carter, cântăreț american de muzică pop (d. 2022)
- 2003: Prințesa Catharina-Amalia a Țărilor de Jos, prințesă de Orania

## Decese
- 43 î.Hr.: Cicero, om politic, filozof, scriitor și orator roman (n. 106 î.Hr.)
- 0983: Otto al II-lea al Sfântului Imperiu Roman (n. 955)
- 1254: Papa Inocențiu al IV-lea (n. 1195)
- 1805: Prințul Frederic al Danemarcei și Norvegiei (n. 1753)
- 1815: Michel Ney, general și mareșal francez (n. 1769)

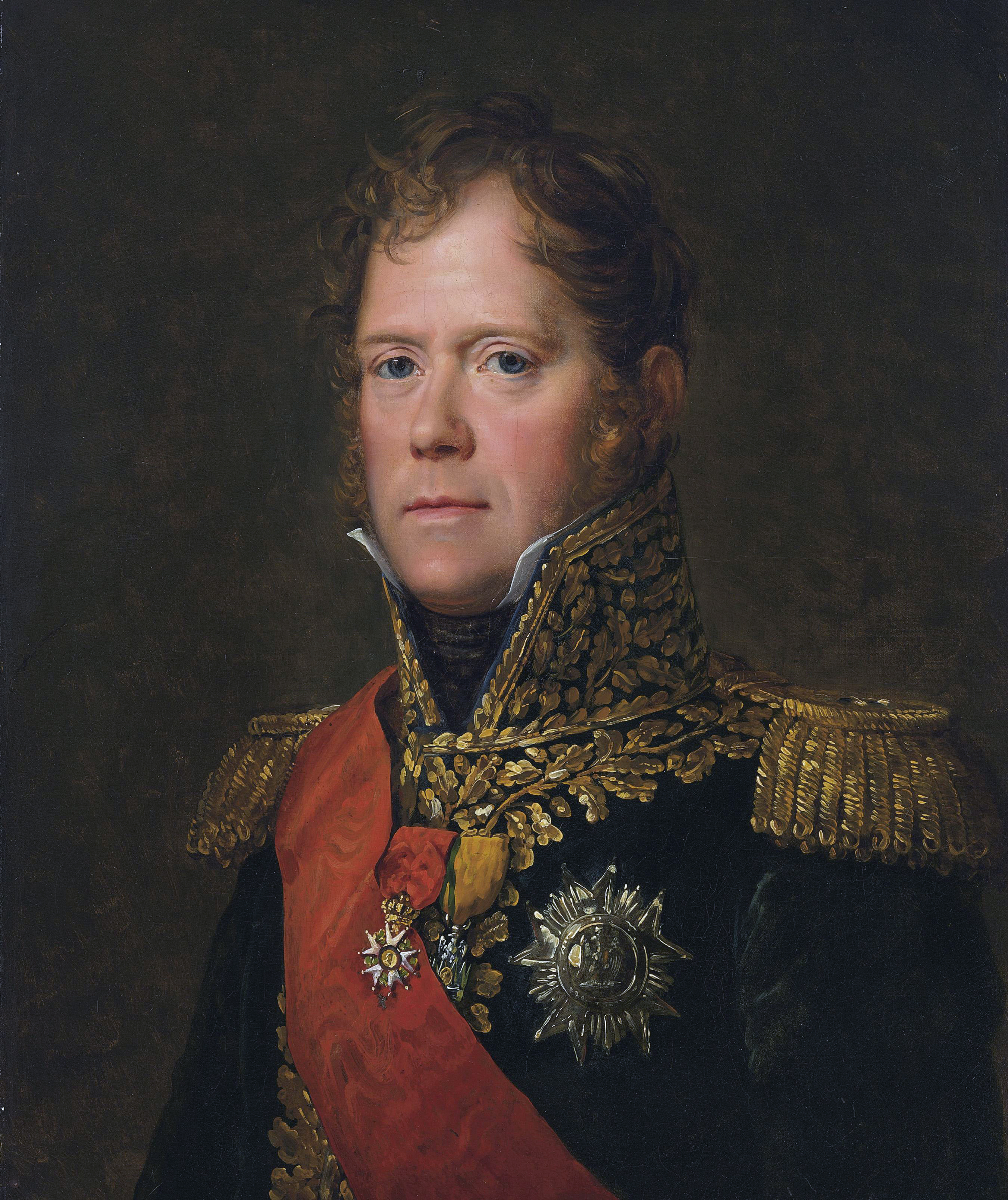
Michel Ney, general și mareșal francez
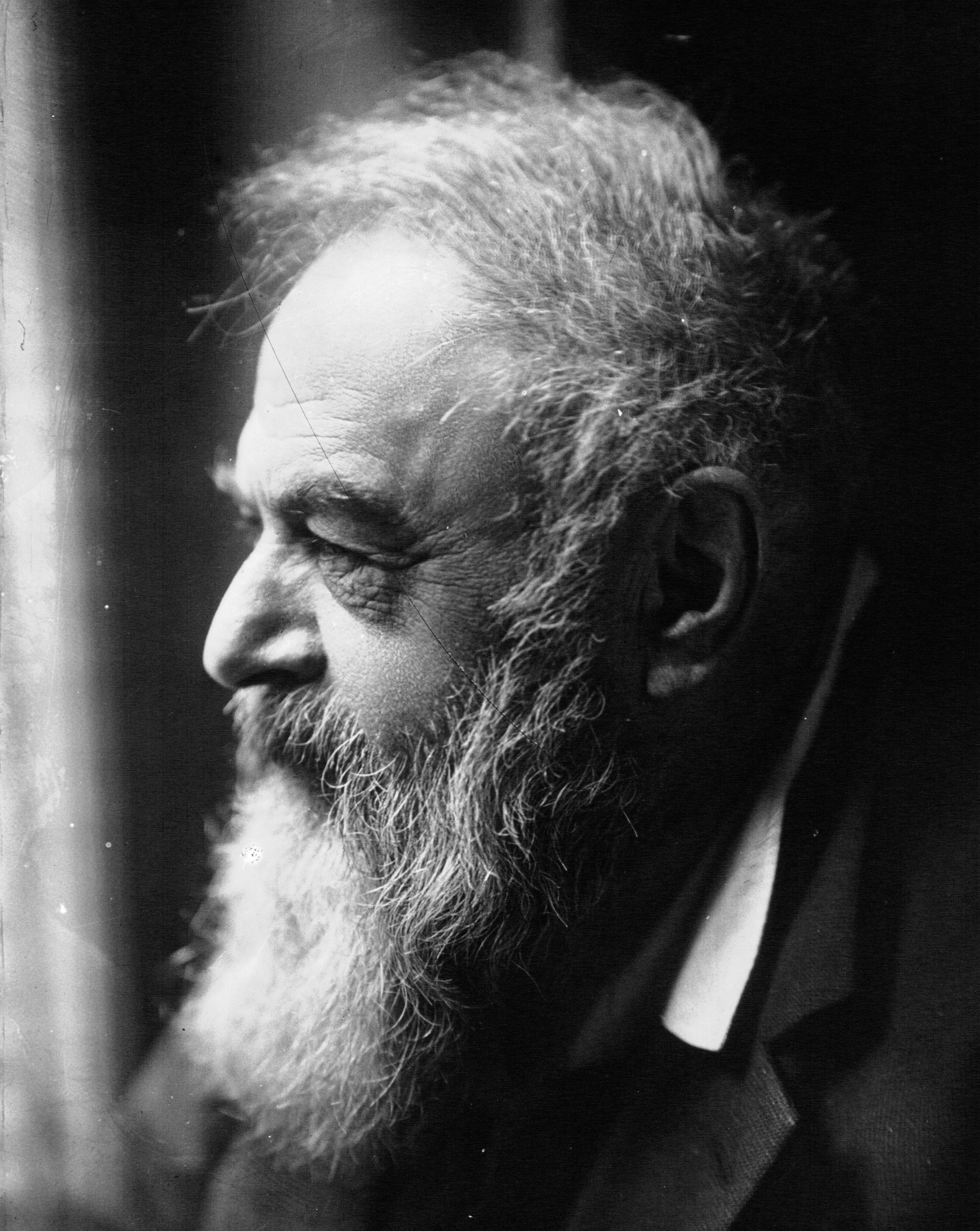
Tristan Bernard, dramaturg și prozator francez
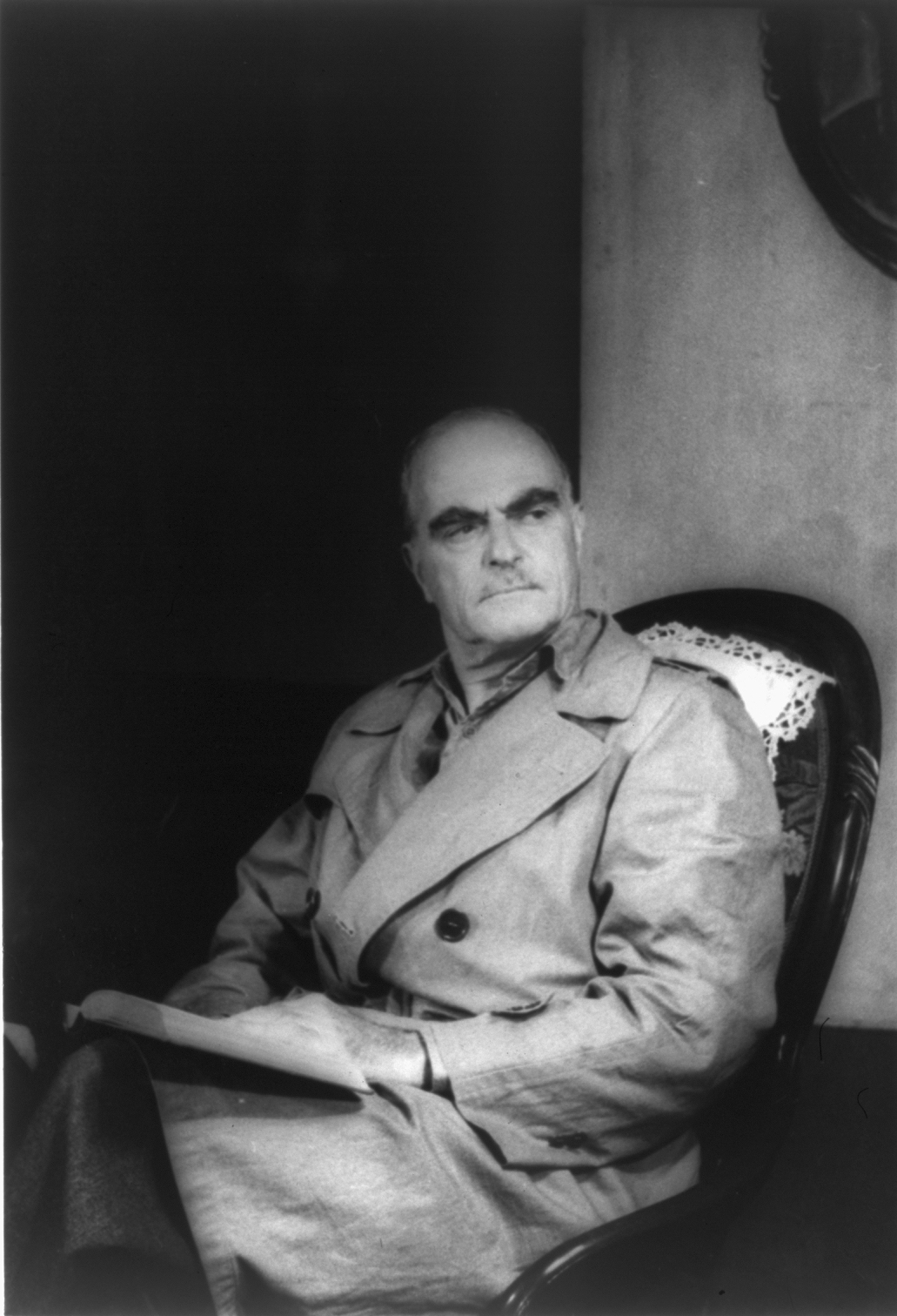
Thornton Wilder, scriitor american

- 1836: Prințesa Louise a Prusiei (n. 1770)
- 1894: Ferdinand de Lesseps, diplomat francez, arhitectul Canalului Suez (n. 1805)
- 1902: Thomas Nast, caricaturist american (n. 1840)
- 1947: Tristan Bernard, dramaturg și prozator francez (n. 1866)
- 1960: Clara Haskil, pianistă originară de origine română (n. 1895)
- 1975: Thornton Wilder, scriitor american (n. 1897)
- 1977: Anastasia de Torby, fiica cea mare a Marelui Duce Mihail Mihailovici al Rusiei (n. 1892)
- 1989: Kató Ács (Márta Körmendi), scriitoare, jurnalistă și activistă comunistă maghiară (n. 1917)
- 1990: Reinaldo Arenas, scriitor cubanez (n. 1943)
- 1993: Wolfgang Paul, fizician german, laureat al Premiului Nobel (n. 1913)
- 1996: José Donoso, scriitor chilian (n. 1924)
- 1998: Martin Rodbell, chimist american, laureat al Premiului Nobel (n. 1925)
- 2011: Harry Morgan, actor american de film și televiziune (n. 1915)
- 2016: Greg Lake, muzician britanic (n. 1947)
- 2017: Alexandru Moșanu, istoric și politician român din Basarabia (n. 1932)
- 2020: Chuck Yeager, pilot militar și de încercare american (n. 1923)

## Sărbători
- Sfânta Mucenică Filofteia de la Curtea de Arges; Sf. Ambrozie al Mediolanului (calendar creștin-ortodox)
- Sfântul Ambrozie (calendar romano-catolic)
- Sfântul Ambroziu (calendar greco-catolic)
- Ziua internațională a aviației civile